# Krzyżacy (gra komputerowa)
Krzyżacy – gra strategiczna. Akcja gry dzieje się w czasach istnienia zakonu krzyżackiego.
Gracz wciela się w polskiego rycerza mieszkającego na pograniczu lub u Krzyżaków. Bierze udział w kolejnych misjach, które układają się w kampanię. Zadaniem gracza jest zdobywanie wskazanych punktów lub zniszczenie wszystkich wrogów.

## Źródła
1. ↑  Krzyżacy, Knights of the Cross PC [online], GRY-Online.pl, 2002 [dostęp 2020-06-25] (pol.).
2. ↑  Krzyżacy - przedpremierowy test [online], GRY-Online.pl, 2001 [dostęp 2020-06-25] (pol.).